# Uncovered (Film)
Uncovered: The War on Iraq ist ein im August 2004 erschienener Dokumentarfilm von Robert Greenwald. Er handelt davon, wie Anfang der 2000er Jahre viele Massenmedien dazu gebracht wurden, Stimmung für eine Invasion im Irak zu machen, die dann ab März 2003 tatsächlich stattfand (siehe Irakkrieg). 
 
Der Film ist eine Langfassung („extended version“) des 2003 erschienenen Films Uncovered: The Whole Truth About the Iraq War. 

## Interviewte Personen
(in alphabetischer Reihenfolge): 
David Albright, Robert Baer, Milton Bearden, Rand Beers, Bill Christison, David Corn, Philip Coyle, John Dean, Patrick G. Eddington, Charles W. Freeman, Graham Fuller, Mel Goodman, Larry Johnson, David Kay, John Brady Kiesling, Karen Kwiatkowski, Patrick Lang, David C. MacMichael, Ray McGovern, Scott Ritter, Clare Short, Stanfield Turner, Henry Waxman, Thomas E. White, Joseph C. Wilson, Mary Ann Wright, Peter Zimmerman